# Enneadesmus obtusidentatus
Enneadesmus obtusidentatus är en skalbaggsart som först beskrevs av Pierre Lesne 1899.  Enneadesmus obtusidentatus ingår i släktet Enneadesmus och familjen kapuschongbaggar. Inga underarter finns listade i Catalogue of Life.